# آنتروپی شرطی

نمودار ون مربوط اندازه گیر های متفاوت اطلاعات برای دو متغیر همبسته ی X و Y. ناحیه ای که مربوط به هر دو دایره است آنتروپی مشترک است((H(X,Y). دایره طرف چب (قرمز و بنفش) آنتروپی X را نشان می دهد((H(X) که قسمت قرمز آنتروپی شرطی ((H(X

در نظریه اطلاعات ، آنتروپی شرطی  مقدار اطلاعاتی را اندازه می گیرد که نیاز هست تا خروجی یک متغیر تصادفی {\displaystyle Y} را توصیف کند به شرط  اینکه مقدار یک متغیر تصادفی دیگر {\displaystyle X}  مشخص باشد.  در اینجا اطلاعات با معیار شنون ، nats یا  hartleys اندازه گرفته می‌شود . آنتروپی  {\displaystyle Y} به شرط  {\displaystyle X} به صورت  {\displaystyle H(Y|X)} نمایش داده می شود.

## تعریف
اگر {\displaystyle H(Y|X=x)}آنتروپی متغیر {\displaystyle Y} به شرط متغیر  {\displaystyle X} که مقدار مشخص  {\displaystyle x} را میگیرد باشد ، آنگاه  {\displaystyle H(Y|X)} نتیجه متوسط گیری روی تمام مقادیر ممکن برای {\displaystyle X} است.
متغیر تصادفی گسسته  {\displaystyle X} با تصویر {\displaystyle {\mathcal {X}}} و {\displaystyle Y} با تصویر {\displaystyle {\mathcal {Y}}} با فرض مشخص بودن {\displaystyle X}  ، آنتروپی شرطی {\displaystyle Y}  به شرط {\displaystyle X} به صورت زیر تعریف می شود: (مستقیما ،عبارت زیر می‌تواند به صورت حمع وزن دار {\displaystyle H(Y|X=x)} روی تمام مقادیر ممکن  {\displaystyle x}  با استفاده وزن های {\displaystyle p(x)} تعبیر شود. )
{\displaystyle {\begin{aligned}H(Y|X)\ &\equiv \sum _{x\in {\mathcal {X}}}\,p(x)\,H(Y|X=x)\\&=-\sum _{x\in {\mathcal {X}}}p(x)\sum _{y\in {\mathcal {Y}}}\,p(y|x)\,\log \,p(y|x)\\&=-\sum _{x\in {\mathcal {X}}}\sum _{y\in {\mathcal {Y}}}\,p(x,y)\,\log \,p(y|x)\\&=-\sum _{x\in {\mathcal {X}},y\in {\mathcal {Y}}}p(x,y)\log \,p(y|x)\\&=-\sum _{x\in {\mathcal {X}},y\in {\mathcal {Y}}}p(x,y)\log {\frac {p(x,y)}{p(x)}}.\\&=\sum _{x\in {\mathcal {X}},y\in {\mathcal {Y}}}p(x,y)\log {\frac {p(x)}{p(x,y)}}.\\\end{aligned}}}
توجه : توجه شود که عبارات (0log0) و (0log(c/0)) برای یک c>0 و ثابت باید برابرصفر قرار داده شود.
{\displaystyle H(Y|X)=0}اگر و تنها اگر مقدار {\displaystyle Y} به طور کامل به دانستن مقدار {\displaystyle X} مشخص شود. برعکس {\displaystyle H(Y|X)=H(Y)} اگر و تنها اگر {\displaystyle Y} و{\displaystyle X} دو  متغیر تصادفی مستقل باشند.

## قاعده زنجیره ای
سیستم ترکیبی که توسط دو متغیر تصادفی X و Y با آنتروپی مشترک {\displaystyle H(X,Y)} مشخص می‌شود را فرض کنید. مقدار {\displaystyle H(X,Y)} بیت برای توصیف دقیق حالت این سیستم نیاز است. حال اگر ما در ابتدا مقدار {\displaystyle X} را یاد بگیرم در حقیقت {\displaystyle H(X)} بیت از اطلاعات را بدست آورده ایم. زمانی که {\displaystyle X} شناخته شده باشد ، تنها به {\displaystyle H(X,Y)-H(X)} بیت برای توصیف حالت سیستم نیاز است. این مقدار دقیقاً  برابر {\displaystyle H(Y|X)} است که قاعده ی زنجیره ای مربوط به آنتروپی شرطی را نتیجه می دهد :
{\displaystyle H(Y|X)\,=\,H(X,Y)-H(X).}
قاعده ی زنجیری از تعریف آنتروپی شرطی بالا نتیجه می شود:
{\displaystyle {\begin{aligned}H(Y|X)&=\sum _{x\in {\mathcal {X}},y\in {\mathcal {Y}}}p(x,y)\log \left({\frac {p(x)}{p(x,y)}}\right)\\[4pt]&=-\sum _{x\in {\mathcal {X}},y\in {\mathcal {Y}}}p(x,y)\log(p(x,y))+\sum _{x\in {\mathcal {X}},y\in {\mathcal {Y}}}p(x,y)\log(p(x))\\[4pt]&=H(X,Y)+\sum _{x\in {\mathcal {X}}}p(x)\log(p(x))\\[4pt]&=H(X,Y)-H(X).\end{aligned}}}
به طور کلی ، قاعده زنچیری برای چندین متغیر تصادفی نتیجه می دهد :
{\displaystyle H(X_{1},X_{2},\ldots ,X_{n})=\sum _{i=1}^{n}H(X_{i}|X_{1},\ldots ,X_{i-1})}
این یک فرم شبیه به قاعده زنجیری در نظریه آمار و احتمال دارد ، به جز اینکه به جای ضرب از جمع استفاده شده.

## قانون Bayes
قانون بیز  در مورد آنتروپی شرطی بیان می کند که :
{\displaystyle H(Y|X)\,=\,H(X|Y)-H(X)+H(Y)\,.}
اثبات:
{\displaystyle H(Y|X)=H(X,Y)-H(X)} و {\displaystyle H(X|Y)=H(Y,X)-H(Y)}. از تقارن داریم که  {\displaystyle H(X,Y)=H(Y,X)}. تقاضل دو معادله ، قانون بیز را نتیجه می دهد .
اگر Y با فرض مشخص بودن X از  Z مستقل شرطی باشد ، داریم:
{\displaystyle H(Y|X,Z)\,=\,H(Y|X).}

## تعمیم به نظریه کوانتومی
در نظریه کوانتومی اطلاعات ، آنتروپی شرطی به  آنتروپی کوانتومی شرطی تعمیم داده می شود. این نمونه ی تعمیم یافته برخلاف مقدار کلاسیک آن می‌تواند مقدار منفی به خود بگیرد . از آنچایی که  {\displaystyle H(X,Y)\neq H(Y,X)}  قانون بیز برای آنروپی کوانتومی شرطی صادق نیست.

## خواص دیگر
برای هر{\displaystyle X} و {\displaystyle Y}:
{\displaystyle {\begin{aligned}H(Y|X)&\leq H(Y)\,\\H(X,Y)&=H(X|Y)+H(Y|X)+I(X;Y),\qquad \\H(X,Y)&=H(X)+H(Y)-I(X;Y),\,\\I(X;Y)&\leq H(X),\,\end{aligned}}}
که در آن{\displaystyle I(X;Y)} اطلاعات متقابل بین {\displaystyle X} و {\displaystyle Y} هست.
برای دو متغیر مستقل {\displaystyle X} و {\displaystyle Y} :
{\displaystyle H(Y|X)=H(Y){\text{ and }}H(X|Y)=H(X)\,}
اگر چه آنتروپی شرطی خاص{\displaystyle H(X|Y=y)} می‌تواند کمتر یا بیشتر از{\displaystyle H(X)} باشد،{\displaystyle H(X|Y)}هرگز نمی‌تواند بیش از{\displaystyle H(X)} باشد.

## همچنین نگاه کنید
- آنتروپی (نظریه اطلاعات)
- اطلاعات متقابل
- آنتروپی کوانتومی شرطی
- تنوع اطلاعات
- آنتروپی قدرت نابرابری
- احتمال تابع